# Monument Beach
Monument Beach statisztikai település az USA Massachusetts államában, Barnstable megyében. Lakosainak száma 2784 fő (2020. április 1.).

## Népesség
A település népességének változása:

| 2010 | 2 790 |
| 2020 | 2 784 |